# Eudistoma laysani
Eudistoma laysani är en sjöpungsart som först beskrevs av Sluiter 1900.  Eudistoma laysani ingår i släktet Eudistoma och familjen Polycitoridae. Inga underarter finns listade i Catalogue of Life.